# Coenagrion pulchellum
Coenagrion pulchellum (Vander Linden, 1825) je vrsta iz familije Coenagrionidae. Srpski naziv ove vrste je Peharasta plava devica.

## Opis vrste
Mužjaci su plavi i na drugom trbušnom segmentu imaju  karakteristično obeležje u obliku slova “Y”. Kod ženki su grudi i oči zelene, a trbuh plav. Retko se može naći i potpuno zelena forma kod ženki. Generalno, ženke su dosta tamnije od mužjaka. Plava/zelena linija na gornjoj strani grudi je prekinuta. Krila su providna sa malom i svetlom pterostigmom. Po opštem izgledu najsličnija je vrsti C. puella..

## Stanište
Naseljava pazne tipovi stajaćih i sporotekućih voda.

## Životni ciklus
Posle parenja mužjak i ženka ostaju zajedno (u tandemu) i polažu jaja. Ženka ih polaže u potopljenu ili plivajuću vodenu vegetaciju. Po završetku larvenog razvića eklodiraju i ostavljaju egzuviju na priobalnoj vegetaciji.

## Sezona letenja
Sezona letenja traje od aprila do septmebra.

## Spoljašnje veze
- Variable Damselfly (Coenagrion pulchellum)